# Podnoszenie ciężarów na Letnich Igrzyskach Olimpijskich 2000 – waga ciężka mężczyzn
Rywalizacja w wadze do 105 kg mężczyzn w podnoszeniu ciężarów na Letnich Igrzyskach Olimpijskich 2000 odbyła się 25 września 2000 roku w hali Sydney Convention and Exhibition Centre. W rywalizacji wystartowało 21 zawodników z 18 krajów. Tytułu sprzed czterech lat nie obronił Timur Tajmazow z Ukrainy, który tym razem nie startował. Nowym mistrzem olimpijskim został Hosejn Tawakkoli z Iranu, srebrny medal wywalczył Bułgar Ałan Cagajew, a brązowy medal wywalczył reprezentant Kataru Said Saif Asaad.

## Wyniki
| Pozycja | Zawodnik                | Reprezentacja    | Waga   | Rwanie | Rwanie | Rwanie | Podrzut | Podrzut | Podrzut | Wynik |
| Pozycja | Zawodnik                | Reprezentacja    | Waga   | 1      | 2      | 3      | 1       | 2       | 3       | Wynik |
| ------- | ----------------------- | ---------------- | ------ | ------ | ------ | ------ | ------- | ------- | ------- | ----- |
| 1. !    | Hosejn Tawakkoli        | Iran             | 104,70 | 190,0  | 195,0  | 195,0  | 230,0   | 235,0   | 235,0   | 425,0 |
| 2. !    | Ałan Cagajew            | Bułgaria         | 104,48 | 180,0  | 185,0  | 187,5  | 230,0   | 235,0   | 237,5   | 422,5 |
| 3. !    | Said Saif Asaad         | Katar            | 104,12 | 185,0  | 190,0  | 190,0  | 225,0   | 230,0   | 235,0   | 420,0 |
| 4       | Ihor Razorionow         | Ukraina          | 104,52 | 192,5  | 192,5  | 195,0  | 227,5   | 232,5   | 232,5   | 420,0 |
| 5       | Jewgienij Czigiszew     | Rosja            | 104,38 | 180,0  | 187,5  | 190,0  | 217,5   | 225,0   | 230,0   | 415,0 |
| 6       | Alexandru Bratan        | Mołdawia         | 104,16 | 190,0  | 195,0  | 195,0  | 220,0   | 220,0   | 220,0   | 410,0 |
| 7       | Florin Vlad             | Rumunia          | 102,72 | 175,0  | 180,0  | 185,0  | 215,0   | 220,0   | 225,0   | 405,0 |
| 8       | Grzegorz Kleszcz        | Polska           | 104,68 | 180,0  | 185,0  | 190,0  | 220,0   | 227,5   | 227,5   | 405,0 |
| 9       | Mariusz Jędra           | Polska           | 104,52 | 175,0  | 180,0  | 180,0  | 215,0   | 215,0   | 220,0   | 390,0 |
| 10      | Boris Burov             | Ekwador          | 103,42 | 175,0  | 182,5  | 185,0  | 205,0   | 210,0   | 210,0   | 387,5 |
| 11      | Ramūnas Vyšniauskas     | Litwa            | 104,16 | 175,0  | 175,0  | 175,0  | 210,0   | 215,0   | 215,0   | 385,0 |
| 12      | Moreno Boer             | Włochy           | 104,92 | 165,0  | 165,0  | 172,5  | 200,0   | 210,0   | 210,0   | 365,0 |
| 13      | Tevita Kofe Ngalu       | Tonga            | 103,96 | 122,5  | 127,5  | 130,0  | 162,5   | 167,5   | 167,5   | 295,0 |
| —       | Abdulaziz Alpak         | Turcja           | 103,14 | 165,0  | 175,0  | 180,0  | 210,0   | 210,0   | 210,0   | —     |
| —       | Denys Hotfrid           | Ukraina          | 103,88 | 190,0  | 195,0  | 195,0  | 230,0   | 230,0   | 230,0   | —     |
| —       | Péter Tamton            | Węgry            | 104,40 | 175,0  | 180,0  | 180,0  | 215,0   | 215,0   | —       | —     |
| —       | Jewgienij Szyszlannikow | Rosja            | 104,86 | 187,5  | 192,5  | 192,5  | 215,0   | —       | —       | —     |
| —       | Anatolij Chrapaty       | Kazachstan       | 103,06 | 177,5  | 177,5  | 177,5  | —       | —       | —       | —     |
| —       | Choi Jong-keun          | Korea Południowa | 104,38 | 180,0  | 180,0  | 180,0  | —       | —       | —       | —     |
| —       | Thomas Yule             | Wielka Brytania  | 104,46 | 155,0  | 155,0  | 155,0  | —       | —       | —       | —     |
| —       | Muchran Gogia           | Gruzja           | 104,50 | 190,0  | —      | —      | —       | —       | —       | —     |